# Jamyshki
Jamyshki (del ruso: Хамышки) es un pueblo (selo) del raión de Maikop en la república de Adiguesia de Rusia. Está situado a orillas del Bélaya, afluente del Kubán, 46 km al sur de Tulski y 57 km al sur de Maikop, la capital de la república. Tenía 792 habitantes en 2010.
Pertenece al municipio de Dájovskaya.

## Historia
El 26 de abril de 1862, tras largos combates invernales contra los circasianos en el desfiladero de Jadzhoj, el ejército zarista bajo el mando del coronel Gueiman entró en la cuenca de Dájovskaya. Las operaciones militares continuaran hasta avanzado el otoño. El 14 de diciembre se inició la marcha en dirección a la localidad, fundándose en el 20 del mismo mes el fuerte militar Jamyshki, que sería desmantelado en mayo de 1866 para la construcción en 1868 de la aldea Jamyshki.

## Lugares de interés
Jamyshki está situado en el pintoresco valle del Bélaya, rodeado por todas partes de altas cadenas montañosas. En la localidad hay una escuela, estación postal, e iglesias ortodoxas y baptistas.

## Transporte
La carretera que va a Guzeripl pasa a través de Jamyshki.